# Juillaguet
Juillaguet är en kommun i departementet Charente i regionen Nouvelle-Aquitaine i västra Frankrike. Kommunen ligger  i kantonen Villebois-Lavalette som ligger i arrondissementet Angoulême. År 2018 hade Juillaguet 154 invånare.

## Befolkningsutveckling
Antalet invånare i kommunen Juillaguet
Referens:INSEE